# Desetka
«Desetka» — студийный альбом хорватской панк-рок-группы Hladno pivo издан в 1997 году лейблами Jabukaton и Dancing Bear.

## Об альбоме
«Desetka» записан в Любляне всего за восемь дней. Большинство песен сыграны в быстром темпе.
Надпись на задней крышке альбома гласит:
Составление, написание и аранжировка всех песен произведены группой HLADNO PIVO.
Неправильные акценты, произношение и дикция являются плодом многолетних усилий и тщательного изучения нашего языка.

## Список композиций
1. «Nema više…» — 2:16
2. «Tema je: žena» — 1:52
3. «Sex bez kondoma i zvijezda iz Hong-Konga» — 2:10
4. «Ne volim te» — 2:13
5. «101» — 2:19
6. «Grčenje ispred pojačala» — 1:55
7. «Krepaj, budalo!» — 2:33
8. «Studentska» — 2:15
9. «Anoreksik» — 2:47
10. «Blagdanska pjesma» — 1:47
11. «U sobi on i brat…» — 2:28
12. «Pdop» — 2:30
13. «Roštilj» — 2:08